# Kanton Bischheim
Kanton Bischheim (fr. Canton de Bischheim) byl francouzský kanton v departementu Bas-Rhin v regionu Alsasko. Tvořily ho dvě obce. Zrušen byl po reformě kantonů 2014.

## Obce kantonu
- Bischheim
- Hœnheim